# Apostegania rectilineata
Apostegania rectilineata là một loài bướm đêm trong họ Geometridae.